# Arthur Bally

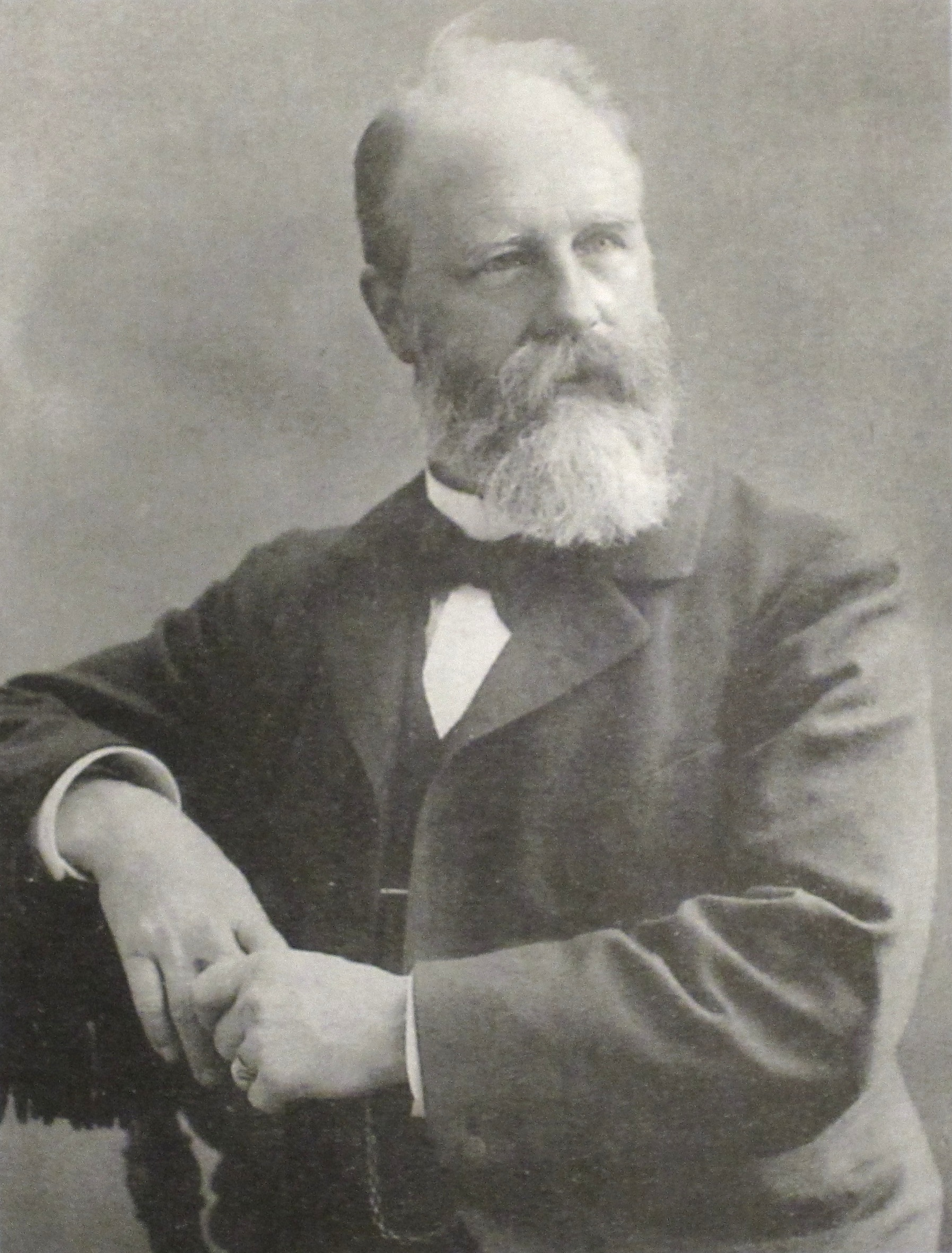
Arthur Bally

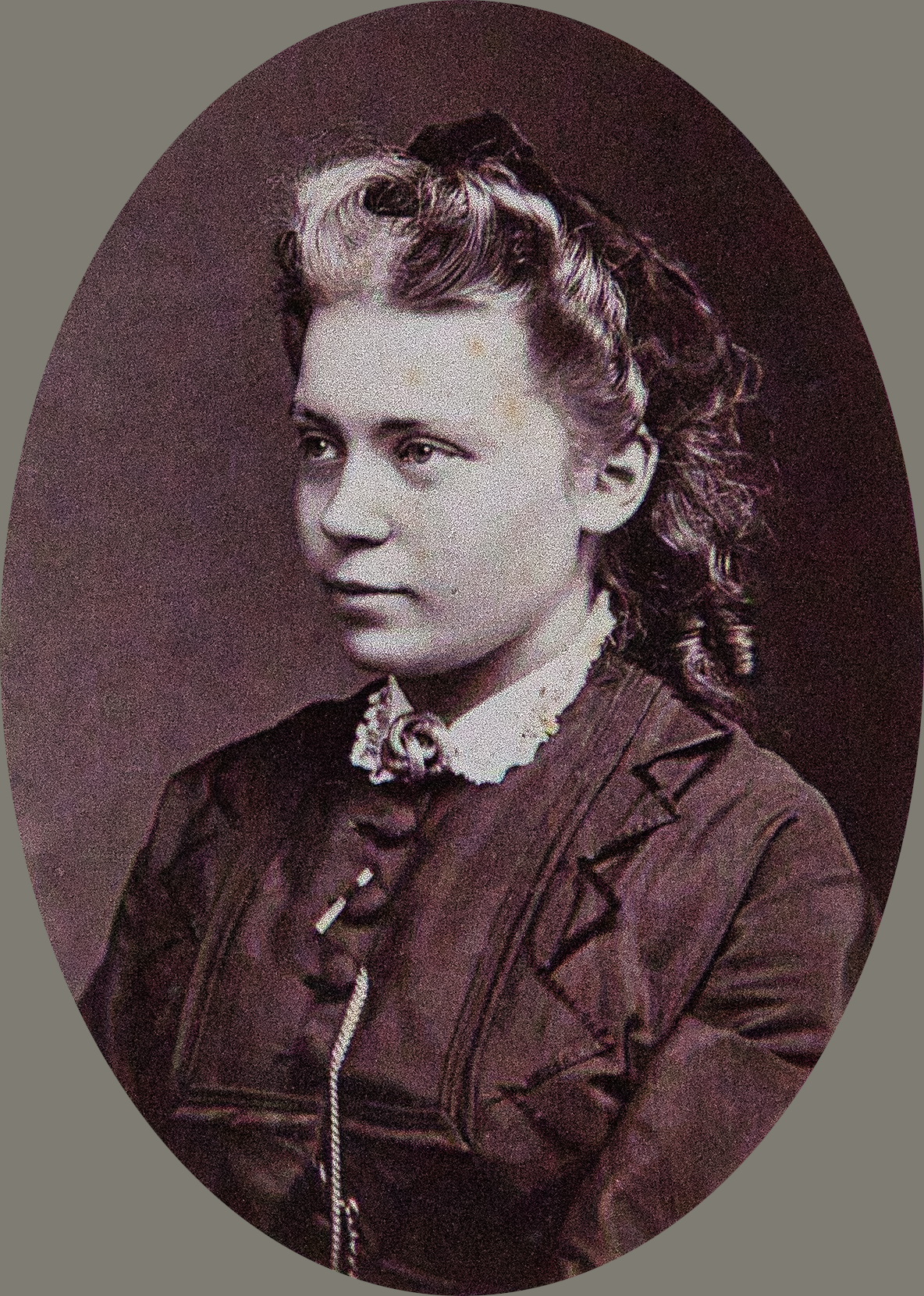
Julie Bally-Herzog als junge Frau

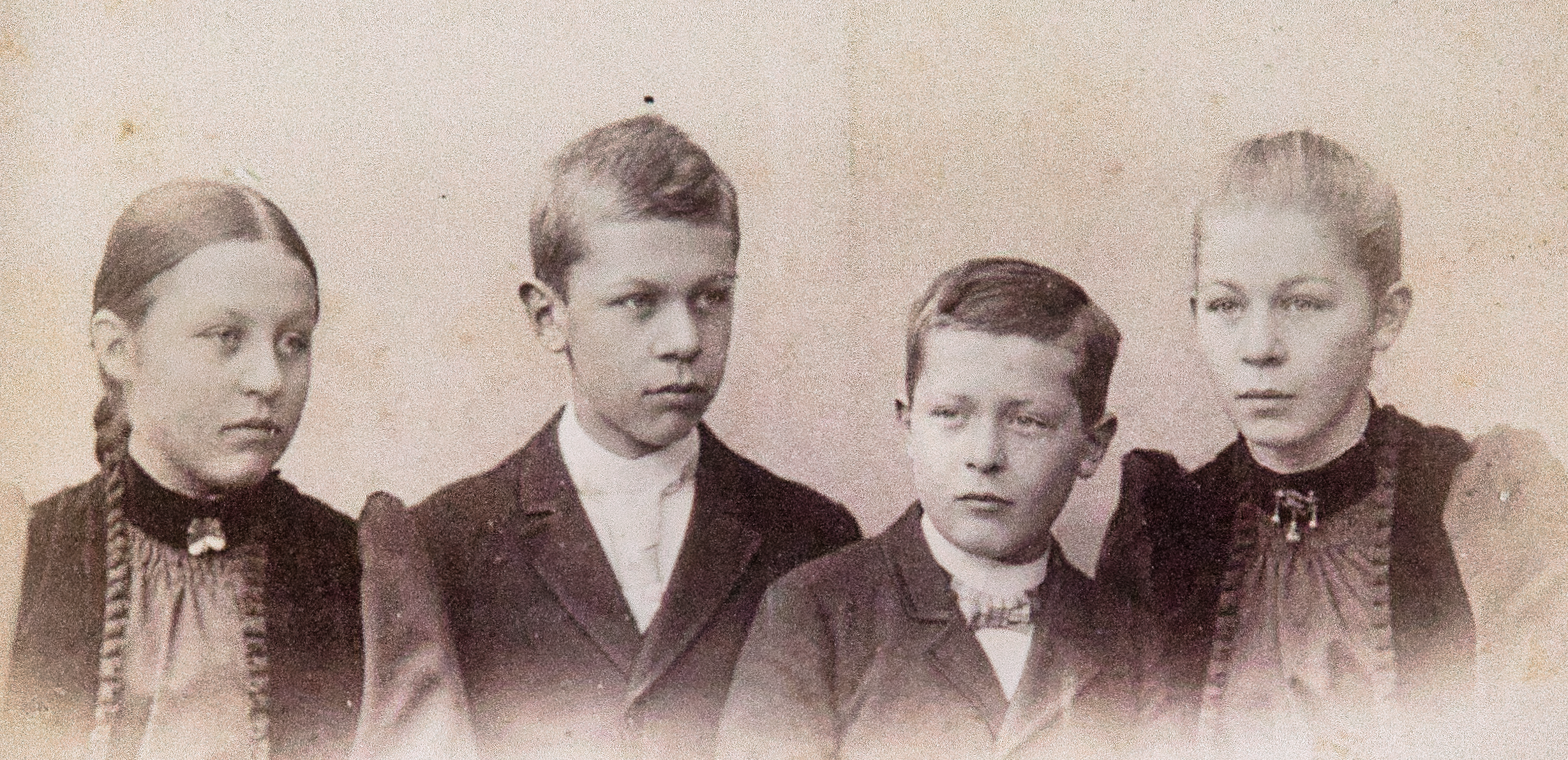
Die vier Bally-Kinder

Arthur Bally (* 16. Dezember 1849 in Schönenwerd; † 31. Dezember 1912 ebenda) war ein Schweizer Unternehmer und Mäzen.
Arthur Bally war der zweite Sohn des Schweizer Unternehmers Carl Franz Bally; sein Bruder war Eduard Bally. Er machte eine Banklehre in Genf, eine Ausbildung in der väterlichen Elastikweberei und bereiste dann die La-Plata-Staaten, die USA und Europa. 1874 heiratete er Julie Herzog aus Aarau. 1877 trat Arthur Bally in die väterliche Firma „Bally & Co.“ ein und übernahm diese 1892 zusammen mit seinem Bruder Eduard (1847–1926) als „C. F. Bally Söhne“. Sein Sohn war Max Bally, sein Schwiegersohn war Paul Jakob Matter und zu seinen Neffen gehörte der spätere Unternehmer und Politiker Iwan Bally.
Arthur Bally war ab 1886 freisinniger Solothurner Kantonsrat und Bankrat der Kantonalbank. Er initiierte und finanzierte zahlreiche soziale Projekte, so z. B. das 1910 eröffnete Lungensanatorium Allerheiligenberg. Testamentarisch bestimmte er eine Million Franken für gemeinnützige Zwecke und die Invalidenversicherung seines Unternehmens. Einen Teil seiner bedeutenden Münzsammlung übereignete er dem Landesmuseum Zürich.